# إيران في الألعاب البارالمبية الصيفية 2012
شاركت إيران في الألعاب البارالمبية الصيفية 2012 والتي أقيمت في لندن، المملكة المتحدة، في الفترة 29 أغسطس إلى 9 سبتمبر 2012.